# Opetiosaur
Opetiosaur je izumrli rod morskih ili poluvodenih guštera iz kasne krede klasificiran kao dio porodice Aigialosauridae unutar nadporodice Mosasauroidea. Pronađen isključivo u naslagama iz kasne krede, cenomanija u blizini Hvara, u Hrvatskoj, rod sadrži jednu valjanu vrstu, O. bucchichi. Bio je to manji gmaz dužine od jednog metra.
Rod su kao kongenetski odredili Dutchak i Caldwell kao Aigialosaurus 2009.,, a ponovno je određen kao "Aigialosaurus bucchichi" i odvojen samo nekim manjim anatomskim razlikama između primjeraka dviju vrsta. Madzia & Cau (2017.) pokazuju da te dvije vrste nisu nužno bliskije jedna s drugom nego što je bilo koja s više izvedenim mosasauroidima, sugerirajući ne samo da je Opetiosaurus valjan rod, već također ispitujući valjanost Aigialosauridae kao monofiletske skupine.